# Albert M. Johansson
Albert M. Johansson, född 1869  i Nybro, i Kalmar län, död 1955 i USA, var en svensk predikant och psalmförfattare.
Johansson emigrerade till USA år 1894 då han var 25 år gammal och fortsatte där att verka som predikant och psalmförfattare. Eftersom han avled år 1955 blir hans texter fria från copyrightskydd år 2026.
I Sverige utgavs häftet Turturdufvans röst 1890, i vilket 18 av hans psalmer finns publicerade. Utan noter men med melodihänsvisningar. Bland annat den av Oscar Lövgren 1977  i Läsaresång och folklig visa omnämnda Wid tolf års ålder, som har en utpräglat sedelärande berättelse om vikten av nykterhet.
År 1913 utgav han tillsammans med bland andra Nils Frykman, Johannes Alfred Hultman och  Andrew L. Skoog sångboken Sions Basun med 704 sånger på svenska och några få på engelska.
En uppskattad sång av hans produktion var Frälsta skaran över jordegruset. Denna sång är också publicerad under 1900-talet i Lova Herren 1988 (nr 212) i en lätt bearbetning 1985. Bland annat är inledningsstrofen förändrad till Frälsta skaror ovan jordegruset.
Johansson är inte omnämnd i Lövgrens Psalm- och sånglexikon (1964).

## Psalmer
- Daniel i Babel beder. Med titeln Daniel i lejongropen nr 4 i Turturdufvans röst. Mel.: Nu en sång vi skola sjunga.
- Då frestaren säger: Lämna Gud  Med titeln Nej, o nej!  nr 3 i Turturdufvans röst. Mel.: Då, ja då.
- Från Patamos Johannes fick skåda Med titeln Från Patamos nr 12 i Turturdufvans röst. Mel.: Från härliga höjder
- Frälsta skaror ovan jordegrusen i Harpoljud 1887 och 1890, Hjärtesånger 1895 som nr 242 under rubriken "Hemlandssånger" och Herde-Rösten 1892 som nr 373 under rubriken "Frälsta skaror:"
- Fåglarna sjunga på kvist Med titeln Kasta din omsorg på Herren nr 10  i Turturdufvans röst. Mel.: Dold mellan furorna
- Gud är mån om världens väl Med titeln Nåden är stor nr 8 i Turturdufvans röst. Mel. Glad i mitt sinn' nr 58 i Pilgrimstoner.
- Gå framåt, du Herrens trogna kämpaskara Nr 16 i Turturdufvans röst. Mel.: Gläd dig nu, du Herrens lilla barnaskara
- Kring källan sitter en syskonring Med titeln Nattwardssång nr 18 i Turturdufvans röst. Mel.: Jag har i himlen en vän
- Jag går framåt i Jesu namn Med titeln Korsets stridsmän nr 13 i Turturdufvans röst.  Mel.: Evad dig möter, kära vän
- Jag vet en dyrbar flod. Med titeln Den stora lönen nr 11 i Turturdufvans röst.  Mel.: Det finns en ros
- Med vemod minnes jag de flydda dar. Med titeln Den förlorade sonen nr 9 i Turturdufvans röst. Mel.: Stjärnor varför tindra ni så klart
- O, jag vet ett land Nr 15 i Turturdufvans röst. Mel.: O, jag mins en gång
- O milde Jesus, jag din bild betraktar Nr 14 i Turturdufvans röst. Mel.: O, store Gud
- Snart brudgummen kommer att hämta Med titeln Han kommer nr 1 i Turturdufvans röst.
- Till din åminnelse, o Jesus kär Med titeln Nattwardssång nr 17 i Turturdufvans röst. Mel.: O, Jesu kär
- Uppstånden är Kristus Nr 5 i Turturdufvans röst. Mel.: Upp genom luften,
- Vad ej något öga sett med titeln Ljusglimtar nr 2 i Turturdufvans röst.
- Vem lade grund, vem sträckte mätesnöret,  Med titeln Det finns en Gud nr 7 i Turturdufvans röst. Mel.: O, store Gud
- Vid tolv års ålder nr 6 i Turturdufvans röst. Mel.: Var är biljetten? eller Så bister kall sveper nordanvinden.